# Tour AXA
Tour AXA – wieżowiec o wysokości 159 metrów w Paryżu, w dzielnicy La Défense, we Francji. Budynek został otwarty w 1974 roku i liczy 39 kondygnacji.